# Ivan Krastev
Ivan Krastev (n. 29 aprilie 1946, Nova Zagora, Sliven, Bulgaria) este un luptător ce a reprezentat Bulgaria, medaliat olimpic. A participat la o ediție a Jocurilor Olimpice (1972) în care a câștigat o medalie de bronz.

## Participări
Lista de mai jos prezintă principalele competiții la care a participat Ivan Krastev de-a lungul carierei.
- wrestling at the 1972 Summer Olympics – men's freestyle 62 kg[*]